# Вулиця Болгарська (Львів)
Ву́лиця Болга́рська — вулиця у Галицькому районі міста Львова. Пролягає від вулиці Дмитра Вітовського до вулиці Зарицьких. 
Вулиця виникла на початку XX століття, назву отримала в 1913 році (під час німецької окупації називалася Булґаренштрассе). Житлова забудова вулиці складається з двох будинків у стилі конструктивізм. Під номером 4 розташована будівля адміністрації Парку культури та відпочинку імені Богдана Хмельницького та стадіон «Юність».